# Natasha Hamilton

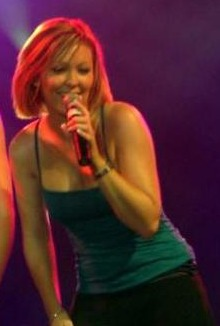
Natasha Hamilton während eines Atomic-Kitten-Auftritts in Krakau (2005)

Natasha Maria „Tash“ Hamilton (* 17. Juli 1982 in Liverpool, Merseyside) ist eine britische Pop- und R&B-Sängerin. Sie ist seit 1999 Mitglied der Girlgroup Atomic Kitten.

## Biografie
Natasha Hamilton wuchs im Liverpooler Stadtteil Kensington auf und begann im Alter von zwölf Jahren in der Starlight Show Group mit dem Singen. Sie wurde inspiriert durch Marvin Gaye, Barry White und Quincy Jones. 

### Atomic Kitten
Nachdem das Gründungsmitglied Heidi Range die Band verlassen hatte, wurde Hamilton angeboten, sie zu ersetzen. Im Mai 1999 trat sie schließlich Atomic Kitten bei. Nach der Veröffentlichung des dritten Albums Ladies Night entschlossen sich Hamilton, Liz McClarnon und Jenny Frost 2004 für eine Auszeit. 2005, 2006 und 2008 kam es zu kurzen Wiedervereinigungen bezüglich der Veröffentlichung von Benefiz-Songs. Anfang 2012 wurden Pläne zu einer Reunion angekündigt, die jedoch wegen der Differenzen zwischen Frost und Katona später wieder verworfen wurden. Schließlich kam es dennoch zur Reunion, als Atomic Kitten in der Anfang 2013 vom britischen Sender ITV2 ausgestrahlten Dokumentation The Big Reunion teilnahm. Die Besetzung brachte jedoch mit Katona statt Frost eine Änderung hervor. Am 28. März 2013 gab Hamilton bekannt, dass Frost jederzeit für ein Comeback willkommen wäre. Am 10. Juni 2020 nahmen Hamilton, McClarnon und hierfür auch Frost an einem Online-Interview als Teil der Life Stories – The Interview Series teil, welches von der Therapeutin Lisa Johnson und Hamilton selbst moderiert wurde. Die Band diskutierte über ihre gemeinsame Zeit und die Auswirkungen, die die Mitgliedschaft in einer Girlgroup auf ihre individuelle psychische Gesundheit hatte. Am 6. Juli 2021 veröffentlichten McClarnon, Hamilton und hierfür auch Frost zur Unterstützung der englischen Fußballnationalmannschaft bei der Europameisterschaft 2021 und zu Ehren ihres Trainers Gareth Southgate ein Remake von Whole Again mit dem Titel Southgate You’re the One (Football’s Coming Home Again).

### Solokarriere
Hamilton wollte bereits im Spätsommer 2005 ihr Debüt-Solo-Album herausbringen, welches jedoch erst 2021 veröffentlicht wird. 2007 erschien ihre Debüt-Solo-Single Round and Round, die sie zusammen mit dem niederländischen DJ Mischa Daniels aufnahm. 2010 folgte ihre zweite Single namens Ms Emotional.
Nachdem Lionel Richie Gefallen an Hamiltons Werken zeigte, wählte er sie 2007 als Supporting Act für die britischen Konzerte innerhalb seiner Coming Home-Tour aus.
Von August bis September 2015 nahm Hamilton an der 16. Staffel der britischen Version von Celebrity Big Brother teil und erreichte im Finale den dritten Platz.

### Persönliches
Im April 2002 gab Hamilton ihre erste Schwangerschaft bekannt. Sie wirkte trotzdem im Atomic-Kitten-Video zu The Tide Is High (Get the Feeling) und deren 2002er-Tour mit. Schließlich brachte sie am 24. August 2002 einen Sohn auf die Welt und erlitt danach eine postpartale Depression. Von dem Vater des Kindes, Fran Cosgrave, – einem irischen Nachtclubbesitzer und ehemaligen Leibwächter der irischen Boygroup Westlife – trennte sie sich im Januar 2003.
Hamilton brachte am 31. Dezember 2004 ihren zweiten Sohn zur Welt. Vater des Kindes ist der Tänzer Gavin Hatcher, von dem sie sich im Juli 2005 trennte. Im August 2005 ging sie mit ihm zum zweiten Mal eine Liaison ein und trennte sich im Februar 2006 abermals von ihm.
Am 23. November 2007 heiratete Hamilton – im Beisein von McClarnon und Frost – in der Crewe Hall in Cheshire den Restaurantbesitzer Riad Erraji. Im Januar 2008 wurde sie zum dritten Mal schwanger, erlitt jedoch in der sechsten Schwangerschaftswoche eine Fehlgeburt. Am 14. Juni 2010 brachte sie ihren dritten Sohn zur Welt. Im Juli 2013 gab sie die Trennung von Erraji bekannt.
Im September 2014 brachte Hamilton ihre erste Tochter zur Welt. Vater ist der 5ive-Sänger Ritchie Neville, mit dem sie von 2013 bis 2016 liiert war.
Seit 2017 ist Hamilton mit Charles Gay liiert, den sie am 25. September 2021 – im Beisein von McClarnon und Frost – bei einer Zeremonie am Comer See heiratete.

## Diskografie (Auswahl)

### Solo

#### Singles

##### Als Hauptkünstlerin
- 2010: Ms Emotional

##### Als vorgestellte Künstlerin
- 2007: Round and Round (Mischa Daniels featuring Natasha Hamilton)
- 2019: He Ain't Heavy, He's My Brother (innerhalb Homeless Worldwide and Friends)